# Ectropis crepusculata
Ectropis crepusculata là một loài bướm đêm trong họ Geometridae.